# Home of the Brave (1949)
Home of the Brave is een Amerikaanse oorlogsfilm uit 1949 onder regie van Mark Robson. Destijds werd de film in Nederland uitgebracht onder de titel Ik ben een kleurling.

## Verhaal
De jonge, zwarte soldaat Peter Moss stort emotioneel ineen. Wanneer hij wordt onderzocht door een legerarts, onthult hij een aantal racistische incidenten die hij moest ondergaan tijdens een missie op een Japans eiland.

## Rolverdeling
| Acteur        | Personage       |
| ------------- | --------------- |
| Jeff Corey    | Arts            |
| James Edwards | Peter Moss      |
| Lloyd Bridges | Finch           |
| Douglas Dick  | Majoor Robinson |
| Frank Lovejoy | Sergeant Mingo  |
| Steve Brodie  | T.J. Everett    |
| Cliff Clark   | Kolonel Baker   |